# قصف مدخل مستشفى شهداء الأقصى
قصف مدخل مستشفى شهداء الأقصى أو مجزرة مستشفى شهداء الأقصى هو قصف استهدف مستشفى شهداء الأقصى يوم الأربعاء الموافق 10 كانون الثاني/يناير 2024، وذلك في ظل الاجتياح البري لقطاع غزة وحصار قطاع غزة الشامل، حيثُ قصف الطيران الإسرائيلي بناية سكنية متواجدة في مدخل مستشفى شهداء الأقصى في مدينة دير البلح. وأسفر القصف عن استشهاد ما يزيد عن 40 شخصًا وإصابة العشرات. ويُذكر بأن مستشفى شهداء الأقصى هو المشفى الرئيسي في المحافظة الوسطى من قطاع غزة، ويخدم بالأساس حوالي 330 ألف نسمة.

## خلفية الحدث
منذ بداية الحرب الفلسطينية الإسرائيلية 2023، تستهدف الطائرات والدبابات الإسرائيلية بشكل متكرر المنشآت الطبية، مما يشكل انتهاكًا صريحًا للحياد الطبي. وقد تم استهداف عدة مستشفيات وسيارات إسعاف في القطاع، بما في ذلك مستشفى شهداء الأقصى، ومع بدء الحرب على قطاغ غزة، أرتفعت السعة السريرية بالمستشفى بنسبة 1000% بسبب الأعداد الكبيرة من المصابين، رغم قلة الأدوية وإنهاك الطواقم الطبية. ومستشفى شهداء الأقصى، في مدينة دير البلح، هو المشفى الرئيسي في المحافظة الوسطى من قطاع غزة، ويخدم بالأساس حوالي 330 ألف نسمة. وبعد تهجير سكان شمال قطاع غزة، أصبح عدد متلقي الخدمة مُضاعفا، حيث ارتفع إلى ما بين 650 إلى 700 ألف شخص.

## المجزرة
قُصِف مدخل مستشفى شهداء الأقصى بينما كان عدد من المواطنين متواجدين أمامه. تسبّبت هذه المجزرة الإسرائيليّة والتي استهدفت مدخل مستشفى شهداء الأقصى إلى التدمير الكامل لبوابة المستشفى وإحدى البنايات المجاورة للمستشفى واستشهاد أكثر من 40 شهيدًا بالإضافة إلى عدد من الإصابات الحرجة، وظهرت لقطات مصورة بواسطة قناة الجزيرة لحالة الرعب والهلع التي سادت بين المواطنين الذين لجؤوا للمستشفى، والدمار الكبير الذي لحق ببعض مرافقه. وظهر عدة أشخاص يرقدون وسط برك من الدماء، بينما هرع الناس للمساعدة. وكان من بين الشهداء الصحفي أحمد بدير.